# Дхармапала
Дхармапала (санскрит – изговаря се Дармапала) или на тибетски Чьочонг – защитник на будистките учения. Във Ваджраяна Будизма с този термин се означават определени „гневни“ или по-точно казано защитни Буда аспекти. Буквалният превод означава „Защитници на Дхарма“ или „Защитници на Ученията“. На тханките Дхармапалите се изобразяват като плашещи същества, често с много глави, ръце и крака. Най-често са черни, сини или червени, със свирепо изражение, стърчащи кучешки зъби и разнообразни атрибути, предимно оръжия и най-важно с око на мъдростта в средата на челото. Въпреки гневната си външност и мимика всички те са Буди или Бодхисатви и това означава, че те винаги са въплъщение на съчувствието и действат за доброто на съществата по могъщо защитаващ начин.

## Основни Дхармапали
- Махакала (тиб. Нагпо Ченпо)
- Яма (тиб. Шиндже)
- Ямантака (тиб. Шиндже Шед)
- Хаягрива (тиб. Тамдрин)
- Ваишравана (тиб. Кубера)
- Шри Деви (тиб. Палден Ламо)

Основната функция на Дхармапалите е да отклоняват външните и вътрешните препятствия, които биха попречили на практикуващия да постигне духовна реализация, а също и да създават благоприятни условия за неговата практика. Дхармапалите могат да бъдат еманации на Буди или Бодхисатви, но могат да бъдат и светски защитници (тиб. Дамчен). Те подпомагат практиката по силата на обещания, които са дали в миналото на могъщи реализирани учители като например Падмасамбхава или Карма Пакши. Дамчените обаче не са постигнали преживяването на пустата природа на явленията и не могат да бъдат част от Будисткото Убежище, защото не могат да доведат практикуващия до пълно просветление.